# Urban. La vida es nuestra
"Urban. La vida es nuestra", es una serie de televisión por internet española de drama romántico creada por Jota Aceytuno y desarrollada por Nico Frasquet, Amanda Encinas, Paloma Rando y Carlos Del Hoyo para Prime Video. Está producida por Alea Media y protagonizada por María Pedraza, Asia Ortega y Bernardo Flores. Se estrenó en Prime Video el 4 de octubre de 2023, antes de emitirse en un futuro próximo en uno de los canales de Mediaset España.

## Trama
La serie se enfoca en dos chicas, Lola (María Pedraza) y Yanet (Asia Ortega), que se embarcan en un viaje a Málaga buscando huir de un presente complicado y un futuro aún más incierto. Todo cambia cuando coinciden con Patrick (Bernardo Flores), un joven de barrio que está cerca de alcanzar el éxito en la música urbana.

## Reparto

#### Reparto principal
- María Pedraza como Lola
- Asia Ortega como María "Yanet"
- Bernardo Flores como Patricio "Patrick" Hernández

#### Reparto secundario
- Abril Montilla como Tania (Episodio 1 - Episodio ¿?)
- Carlos Scholz como Rubén (Episodio 1 - Episodio ¿?)
- Celia de Molina como Eva (Episodio 1 - Episodio ¿?)
- Hugo Welzel como Bryan (Episodio 1 - Episodio ¿?)
- Raquel Meroño como Dolores (Episodio 1 - Episodio ¿?)

## Capítulos
| N.º | Título                     | Dirigido por   | Escrito por                    | Fecha de lanzamiento original |
| --- | -------------------------- | -------------- | ------------------------------ | ----------------------------- |
| 1   | «7 años de mala suerte»    | Koldo Almandoz | Nico Frasquet y Amanda Encinas | 4 de octubre de 2023          |
| 2   | «¿Y ahora qué?»            | Koldo Almandoz | Nico Frasquet y Amanda Encinas | 4 de octubre de 2023          |
| 3   | «Sólo importa el fuego»    | Jota Linares   | Nico Frasquet y Amanda Encinas | 4 de octubre de 2023          |
| 4   | «Lo que es capaz de hacer» | Jota Linares   | Nico Frasquet y Amanda Encinas | 4 de octubre de 2023          |
| 5   | «¿Puedo quedarme aquí?»    | Koldo Almandoz | Nico Frasquet y Amanda Encinas | 4 de octubre de 2023          |
| 6   | «Todo se acaba»            | Koldo Almandoz | Nico Frasquet y Amanda Encinas | 4 de octubre de 2023          |

## Producción
En diciembre de 2022, Mediaset España anunció que estaba desarrollando junto a Alea Media una nueva serie, titulada "Urban. La vida es nuestra" para Prime Video, con María Pedraza, Asia Ortega y Bernardo Flores como protagonistas. Para la producción de la serie, se organizó un rodaje exprés en Málaga, particularmente en la antigua Prisión Provincial de Málaga, que concluyó en febrero de 2023.

## Lanzamiento
Cuando la serie se anunció por primera vez, Mediaset España anunció que la serie se emitiría en abierto en uno de sus canales de televisión en algún punto después de su estreno en Prime Video. El 13 de septiembre de 2023, Prime Video sacó el tráiler de la serie y anunció su estreno para el 4 de octubre de 2023. El 5 de octubre de 2023, tan solo un día después de su estreno en Prime Video, Mediaset anunció por sorpresa que el primer capítulo de la serie se emitiría en Divinity el 6 de octubre de 2023, aunque sin intenciones de emitir allí también los cinco capítulos restantes.